# 斯諾紹斯普林斯 (加利福尼亞州)
斯紹舒斯普林斯（英語：Snowshoe Springs）是位於美國加利福尼亞州卡拉韋拉斯縣的一個非建制地區。該地的面積和人口皆未知。

## 地理
斯紹舒斯普林斯的座標為38°17′30″N 120°16′59″W / 38.29167°N 120.28306°W，而該地的平均海拔高度為1489米（即4885英尺）。